# Alpha Ibrahima Keira
Pour les articles homonymes, voir Keira (homonymie).
Alpha Ibrahima Keira est un homme politique guinéen et ancien Ministre de la Sécurité et de la Protection civile du 27 mai 2018 à 11 novembre 2019,.

## Biographie

### Parcours professionnel
Alpha Ibrahima Keira est ministre dans plusieurs gouvernements sous le régime du président Lansana Conté notamment Ministre de la Fonction publique puis Ministre des Transports et entre 2018 et 2019 Ministre de la Sécurité et de la Protection civile dans le Gouvernement Youla puis reconduit dans le Gouvernement Kassory en mai 2018 avant d'être remplacé par Albert Damantang Camara.

### Parcours politique
Candidat du parti républicain au élection présidentielle de 2010, il finit 18e sur 24 candidats au premier tour avec 0,25 % des suffrages exprimés laissant place au deuxième tour à l'ancien Premier ministre Cellou Dalein Diallo et l'opposant historique Alpha Condé qu'il rejoint dans l’Alliance Arc-en-Ciel au second tour,.